# اجاق‌کندی (شهرستان خداآفرین)
اجاق‌کندی یکی از روستاهای استان آذربایجان شرقی است که در دهستان دیزمار شرقی بخش منجوان شهرستان خداآفرین واقع شده‌است. این روستا ۲۹ نفر جمعیت دارد.